# Sam Worthington
Samuel Henry John (Sam) Worthington (Godalming, 2 augustus 1976) is een Australisch acteur. Hij is vooral bekend geworden door zijn rol in de sciencefictionfilms Avatar en Terminator Salvation uit 2009.

## Biografie
Worthington verhuisde als kind naar West-Australië, waar hij de rest van zijn jeugd doorbracht in Warnbro. Reeds op 17-jarige leeftijd stopte hij met studeren. Hij ging toen aan de slag als klusjesman en vertrok naar Sydney. Twee jaar later leerde hij acteren aan het National Institute of Dramatic Art (NIDA). In 1998, Worthington was 22 jaar oud, toen hij afstudeerde. Nadien speelde hij in enkele toneelstukken mee en was hij ook een paar keer te zien op televisie.
De grote doorbraak kwam er met de film Bootmen (2000) van Dein Perry. Het leverde hem een nominatie op bij de jaarlijkse prijsuitreiking van het Australisch Filminstituut (AFI). In de Verenigde Staten speelde hij een kleine rol in de tv-serie JAG (1995-2005). In de periode 2004-2005 zocht men bij EON Productions iemand die Pierce Brosnan kon vervangen als James Bond. Worthington werd overwogen, maar de rol ging uiteindelijk naar Daniel Craig.
In 2007 werd hij door James Cameron gecast als de hoofdrolspeler, Jake Sully, in Avatar (2009). Datzelfde jaar was Worthington te zien in de Australische horrorfilm Rogue. In 2009 brak Worthington volledig door en werd hij bekend bij het grote publiek. Hij speelde aan de zijde van Christian Bale in de blockbuster Terminator Salvation (2009), waarvoor hij goede kritieken ontving. In 2010 vertolkte hij de rol in de remake van Clash of the Titans, waar hij aan de zijde speelde van o.a. Liam Neeson, Gemma Arterton, Ralph Fiennes en Mads Mikkelsen.   
In 2010 sprak hij de stem in van Alex Mason in de game Call of Duty: Black Ops.
In 2022 kwam Avatar: The Way of Water uit, waarin hij opnieuw de hoofdrol, Jake Sully, speelde.